# Leslie David Baker
Leslie David Baker est un acteur américain, né le 19 février 1958 à Chicago.
Il est notamment connu grâce à la série The Office dans laquelle il incarne Stanley Hudson de 2005 à 2013.

## Biographie

### Jeunesse
Leslie David Baker naît à Chicago, dans l'Illinois, le 19 février 1958.
Il sort diplômé du Mendel Catholic College Preparatory High School à Chicago en 1976. Il obtient une licence en psychologie à l'université Loyola de Chicago et un master en administration des services à la personne au Spertus Institute of Jewish Studies à Chicago.
Il enseigne ensuite en éducation spécialisée. Il a travaillé pour différents services gouvernementaux de Chicago comme le département de santé publique, le conseil d'éducation (pour les écoles publiques) et pour le bureau des câbles et communications. Il travaille également un moment en hôpital psychiatrique.

### Carrière
Leslie David Baker déménage à Los Angeles en Californie, à la fin des années 1990.
Il joue en 2004 un employé de bureau dans une publicité pour OfficeMax, une entreprise qui vend du matériel de bureau.

#### The Office
Le jour du casting, Baker participe également à un autre casting auquel il va en priorité. Il est ensuite bloqué dans des embouteillages et arrive finalement très en retard au casting de The Office. Le casting ayant également pris du retard, les producteurs le remercient pour sa patience, le croyant revenir des toilettes. Il dira plus tard : "A ce moment j'étais transpirant, mes habits étaient froissés et j'étais de mauvaise humeur. Le personnage était écrit de la même façon que je me sentais ce jour-là donc j'ai juste laissé filer le naturel. Deux semaines plus tard ils m'ont appelé pour me dire que j'avais le rôle".
Le personnage de Leslie David dans The Office est Stanley Hudson, un commercial pour Dunder Mifflin, l'entreprise de papier fictive. Il est défini comme grincheux, rebelle et proche de la retraite. Sa performance dans la série est remarquée. Il a notamment été dit que "sa voix monotone et son attitude calme contrastait bien avec le caractère haut en couleur des autres personnages".
"Did I Stutter?", un épisode de la saison 4, parue en 2008, se concentre sur le personnage joué par Baker. Comme de nombreux acteurs de The Office, certaines de ses scènes sont devenues iconiques pour les fans. Stanley peut également avoir un "côté doux" notamment dans "Stairmageddon" un épisode de la saison 9 parue en 2013. A la fin de la série, Stanley se déclare heureux, vivant sa retraite en Floride.
Il fait partie du casting de The Office gagnant les Screen Actors Guild Awards pour la meilleure performance d'ensemble dans une série de comédie en 2007 et 2008,.
En juillet 2020 il lance une campagne de financement participatif pour la production d'un pilote de Uncle Stan, un spin off de The Office centré sur son personnage de Stanley finalement retraité et déménageant à Los Angeles pour aider son neveu veuf Lucky dans son magasin de fleur et de réparation de moto en faillite. Il réunit 336 450 $ de 1640 donateurs. En août 2023 il annonce que les dons vont être remboursés, le projet ayant été annulé à la suite des problématiques liées au Covid-19 et des grèves en cours à Hollywood (WGA et SAG-AFTRA).

#### Autre
En 2001, Baker fait un caméo dans la saison 3 de That '70s Show en tant que concierge du concert de Ted Nugent. En novembre 2011, il publie la chanson "2 Be Simple" et le clip vidéo associé où il danse en peignoir avec des femmes légèrement vêtues. Il y est crédité sous le nom de "Black Hugh Hefner".
Baker apparait également en janvier 2018 aux côtés d'autres acteurs de The Office : Paul Lieberstein (Toby) et Kate Flannery (Meredith), dans une publicité pour FileMaker Inc., une filiale d'Apple. Il est la tête d'une série de publicités en 2020 pour Honey Nut Cheerios.

## Filmographie

### Télévision
- 1998 : Maggie (série télévisée) : Frank S01E06
- 1999 : Action (série télévisée) : Agent de sécurité S01E10
- 2000 : Amy (série télévisée) : Oncle Vin Arlen S02E08
- 2000 et 2003 : Malcolm (série télévisée) : policier S02E2, client S04E13
- 2001 : That '70s Show (série télévisée) : Junior (1 épisode) et S03E24
- 2001 - 2003 : Le Protecteur (série télévisée) : Teddy Desica (3 épisodes)
- 2002 : Voilà ! (série télévisée) : S06E20
- 2003 : Scrubs (série télévisée) : Patient pour chirurgie S02E44
- 2004 : Line of Fire (série télévisée) : S01E06
- 2005 - 2013 : The Office (série télévisée) : Stanley Hudson
- 2013 : Key & Peele (série télévisée) :
- 2014 : Marry Me (série télévisée) :
- 2015 : L'appel du devoir, de Bradford May : Clyde Pierce (téléfilm)
- 2015 : The Exes (série télévisée) : Officier Wilson S04E08
- 2015 : Austin & Ally (série télévisée) : Mr. Schxlumbraugh S04E06
- 2016 : Scorpion (série télévisée) : Judge Tanniston (2 épisodes)
- 2016 : Still the King (série télévisée) : Curtis (9 épisodes)
- 2017 : Life in Pieces (série télévisée)  : Gavin S02E13
- 2017 : Raven's Home (série télévisée) : M. Wentworth le principal de l'école
- 2017 : Ryan Hansen Solves Crimes on Television (série télévisée) : S01E04
- 2019 : Fam (série télévisée) : Mr. Kersey S01E04
- 2022 : Roar (série télévisée) : Johnny Spoons S01E08

### Cinéma
- 2001 : Road to Redemption, de Robert Vernon : Conducteur de dépanneuse
- 2005 : Rencontres à Elizabethtown (Elizabethtown), de Cameron Crowe : Agent de sécurité de l'aéroport
- 2014 : Le Rôle de ma vie (Wish I Was Here), de Zach Braff : Premier acteur à l'audition
- 2017 : Fallen Stars, de Brian Jett : Ron
- 2018 : Carnage chez les Puppets (The Happytime Murders) de Brian Henson : Lieutenant Banning
- 2023 : Hard Miles, de R.J. Daniel Hanna : Skip Bowman
- 2024 : Jackpot, de Paul Feig

### Doublage
- 2012 : Le Monde selon Tim, (série d'animation) de Steve Dildarian : Colocataire S03E10
- 2017 : Capitaine Superslip, de David Soren : Officer McPiggly
- 2017 - 2023 : Puppy Dog Pals (série d'animation) : Rufus / Frank
- 2020 - 2022 : Doug : le robot curieux (série d'animation) : Oncle Forknick
- 2021 : Vivo, de Kirk DeMicco : le chauffeur de bus en Floride
- 2021 : Tom et Jerry à New York (série d'animation) : M. Piper
- 2023 : Fired on Mars (série d'animation) : Hubert Danielson